# 紅色死亡左輪
《紅色死亡左輪》（中国大陆又译作）是由Rockstar San Diego开发，Rockstar Games发行的西部风格第三人称射击游戏。游戏于2004年5月4日发行于北美的PlayStation 2和Xbox平台。同时游戏也是荒野大镖客系列的首部作品。時代設定於1880年代美國西部拓荒時代，游戏敘述主角為了替被殺害的家人報仇，以赏金猎人的身分追緝墨西哥的迪亞哥總督的故事。
该作最初计划由Angel Studios（Rockstar San Diego的前身）开发、卡普空发行，并从卡普空的1985年游戏《Gun.Smoke》中借用了一些要素，该项目后于2002年被弃置。Rockstar Games购买并扩充了游戏，他们将游戏转为意大利式西部片风格，并添加了更多暴力和夸张的角色。游戏再现了“照片怀旧颗粒效果”，并使用了各种意大利式西部片配乐，其中包括了颜尼欧·莫利克奈谱写的配乐。